# Gourlizon
Gourlizon település Franciaországban, Finistère megyében. Lakosainak száma 950 fő (2022. január 1.). Gourlizon Guengat, Le Juch, Landudec, Plogastel-Saint-Germain, Plonéis és Pouldergat községekkel határos.

## Népesség
A település népességének változása:
| Lakosok száma | 531  | 851  | 922  | 859  | 898  | 898  | 896  | 908  | 924  | 950  |
|               | 1968 | 1982 | 1990 | 2006 | 2013 | 2015 | 2017 | 2019 | 2020 | 2022 |